# Gewehr 43

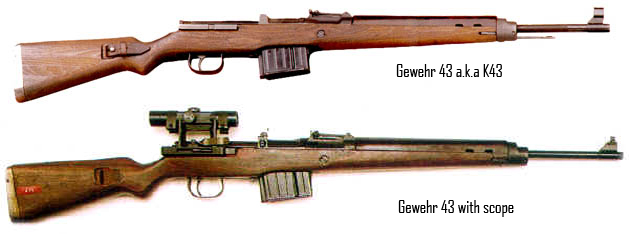
Gewehr 43

Het Gewehr 43, later hernoemd naar Karabiner 43 (G43/K43), was een wapen van de Duitse Wehrmacht in de Tweede Wereldoorlog. Dit werd als verbeterde versie van het weinig succesvolle Gewehr 41 ontwikkeld, om nog maar eens te trachten de Karabiner 98k te vervangen als standaard infanteriewapen, omdat de Wehrmacht aan het oostfront overtroefd werd door de Sovjet-Russische semiautomatische geweren Tokarev SVT-40 en Simonov AWS 1936.
Vanaf 1943 tot het einde van de oorlog werden zo'n 450.000 van deze geweren geproduceerd. Ongeveer 50.000 van deze wapens werden met een telescoopvizier uitgerust en aan scherpschutters verstrekt. De beoogde productie van 100.000 wapens per maand werd nooit bereikt. Ondanks de geringe productieaantallen, zorgden de robuustheid en precisie van het wapen ervoor dat het zeer geliefd werd. Naast het vizier konden nog andere toebehoren op het wapen aangebracht worden.
Het Gewehr 43 was een semiautomatisch geweer op gasdruk met een kaliber van 7,92 x 57mm. Een snelvuurmogelijkheid stond oorspronkelijk ook in de planning, maar werd uitsluitend als prototype uitgevoerd. Het magazijn kon tien patronen bevatten. In het Gewehr 43 werden elementen van de Russische Tokarev SVT-40 gebruikt.
In 1944 volgde een naamsverandering van Gewehr 43 naar Karabiner 43, Veranderingen in het wapen bracht deze verandering echter niet met zich mee. Bij sommige exemplaren werd de loop enigszins ingekort. Dit betrof echter alleen prototypen. Het wapen had een hogere vuursnelheid dan de Karabiner 98, maar haalde bij lange na niet dezelfde precisie. Daarom was de scherpschuttersuitvoering van het Gewehr 43 en die van de Karabiner 43 bij de scherpschutters in de Wehrmacht lang niet zo geliefd als de uitvoeringen van de Karabiner 98 K met telescoopvizier. Dit lag voornamelijk aan de massaproductie van het wapen, waardoor slechts weinig lopen de hoge kwaliteit hadden die voor het scherpschieten nodig was. Aan de hand van een geheim bericht van juli 1944, schat men dat slechts 5% van de lopen, die geproduceerd werden voor dit wapen, van een dermate hoge kwaliteit waren dat ze geschikt waren voor gebruik door scherpschutters.
De scherpschuttersuitvoeringen droegen aanvankelijk het Zielfernrohr ZF 41-vizier, voordat het ZF 43 en het verbeterde ZF 43/1 werd toegepast. Deze telescoopvizieren werden ook wel het ZF 4 genoemd omdat ze een vergrotingsfactor 4 hadden.
Het geweer van het type G43, later K43, had geen mogelijkheid meer voor het bevestigen van een bajonet. In 1944 verviel in het kader van productieversimpeling ook de schroefdraad aan de monding van de loop, zodat ook geen granaatwerper of geluiddemper meer bevestigd kon worden. Die laatsten waren in het bijzonder nuttig geweest voor de scherpschutters. Uiteindelijk werden door het gebruik van plastic de laatste wapens van dit type nog lichter. Het leeggewicht werd teruggebracht tot 3,6 kilo.

## Voor- en nadelen
Het belangrijkste voordeel van dit wapen, in vergelijking met de Karabiner 98k, was de hogere vuursnelheid. De nauwkeurigheid was toereikend om tot een afstand van 300 meter gebruikt te kunnen worden in een gevecht. De effectiviteit van de patronen lag echter wezenlijk hoger. Een verder voordeel was, dat de patronen niet langer van boven met een laadstrip geladen hoefden te worden. Nu kon simpelweg van onderen het magazijn worden vervangen. Deze mogelijkheid bood het Gewehr 41 (W) nog niet.
De nadelen waren toe te schrijven aan de slechte kwaliteit van de lopen, door de steeds verder doorgevoerde versimpeling van de productie tegen het eind van de oorlog. Verder was de korte loop een probleem vanwege de felle mondingsflits, welke door de patronen veroorzaakt werd. Deze verraadde bij het vuren de positie van de schutter. Dit probleem had men waarschijnlijk vrij simpel op kunnen lossen door middel van een langere loop of een, toen nog niet ruim voorhanden zijnde, mondingsvuurdemper.

## Gebruikers
- Brazilië: Een kopie gemaakt door IMBEL onder de naam "M954 Mosquetão". Beperkte aantallen zijn gemaakt maar nooit volledig in dienst genomen.[1]
- Tsjecho-Slowakije: Gebruikt na de tweede wereldoorlog.[2]
- Duitse Democratische Republiek: Gebruikt na de tweede wereldoorlog.[2]
- Frankrijk: Gebruikt na de tweede wereldoorlog in Unie van Indochina.[2][3]
- Nazi-Duitsland[4]
- Roemenië: In kleine aantallen ontvangen van Nazi-Duitsland.[5]
- Guatemala: Gekocht van Tsjecho-Slowakije voor Operatie PBSUCCESS.[6]

## Vergelijkbare wapens
- Tokarev SVT-40 (Sovjet-Unie)
- M1 Garand (Verenigde Staten)